# Chris Jagger
Chris Jagger (* 19. prosince 1947, Dartford, Kent, Anglie) je britský hudebník a herec. Jedná se o mladšího bratra frontmana skupiny The Rolling Stones Micka Jaggera. Vydal několik sólových alb a podílel se také například na albu Erica Claptona No Reason to Cry z roku 1976.

## Diskografie
- 1973 : You know the name but not the face
- 1974 : The adventures of Valentine Vox the ventriloquist
- 1994 : Atcha
- 1996 : From Lhassa to Lewisham
- 2001 : Channel fever
- 2006 : Act of faith
- 2009 : The Ridge[1]
- 2013 : Concertina Jack